# Hans Hättasch
Hans Hättasch (* 6. Dezember 1896 in Berlin; † nach 1945) war ein deutscher Baubeamter und Kommunalpolitiker (NSDAP). Er war von 1940 bis 1943 Bezirksbürgermeister von Berlin-Wilmersdorf.

## Leben
Hättasch war Sohn eines städtischen Verwaltungsdirektors in Berlin. Er trat 1914 als Kriegsfreiwilliger beim 5. Garde-Regiment zu Fuß ein und verbrachte den ganzen Ersten Weltkrieg an der Front. Er erlitt mehrere Verwundungen und wurde Kompanieführer und schließlich Regimentsadjudant eines Infanterieregiments. 1919 beteiligte er sich als Freiwilliger an den Kämpfen gegen von KPD und USPD geführte linksradikale Arbeiter (Spartakusaufstand) und wurde dabei erneut verwundet.
Hättasch studierte an der Technischen Hochschule Charlottenburg Hochbauwesen und war ab 1922 als Diplom-Ingenieur als Regierungsbauführer tätig. Nach dem Staatsexamen leitete er als Regierungsbaumeister ab 1924 bei der Reichspost größere Bauvorhaben in Ostpreußen. Ab 1927 war er bei der Stadt Berlin beschäftigt und nach einigen Jahren zum Oberbaurat ernannt. Hättasch trat zum 1. Mai 1933 der NSDAP bei (Mitgliedsnummer 2.598.052); es gelang ihm, sich politisch so zu profilieren, dass er ab 1937 Referent beim Oberbürgermeister Julius Lippert wurde.
In dieser Position war er seit Kriegsbeginn für Fragen der städtischen Kriegswirtschaft und personalpolitische Fragen zuständig. Im Mai 1940 erfolgte seine Berufung zum Bezirksbürgermeister von Wilmersdorf, wo man ihn für einen Gestapo-Spitzel hielt, was wahrscheinlich auf seine Funktion als Verbindungsmann der Reichshauptstadt zur Gauleitung und zum Sicherheitsdienst begründet war. Die Ernennung zum Bezirksbürgermeister liegt wohl in seiner Nähe zu Lippert, der 1940 nach anhaltenden Querelen mit Albert Speer seinen Posten als Berliner Stadtpräsident und Oberbürgermeister räumen musste. Im Herbst 1943 wurde er Beigeordneter in der Hauptverwaltung (Hochbau, Fliegerschädenbeseitigung, Wohnungs-, Quartier- und Planungswesen). Nach der letzten Berliner Verwaltungsumstrukturierung vom April 1944, durch die Joseph Goebbels auch noch zum Stadtpräsidenten und Oberbürgermeister ernannt worden war, wurde Hättasch am 2. Juni 1944 allgemeiner und ständiger Vertreter des Oberbürgermeisters. Er war der letzte nominelle nationalsozialistische Bezirksbürgermeister in Wilmersdorf.
Hättasch soll 1945 von Einheiten der Roten Armee in Haft genommen worden sein; sein weiteres Schicksal ist unbekannt.